# Trang viên ở Radomierz

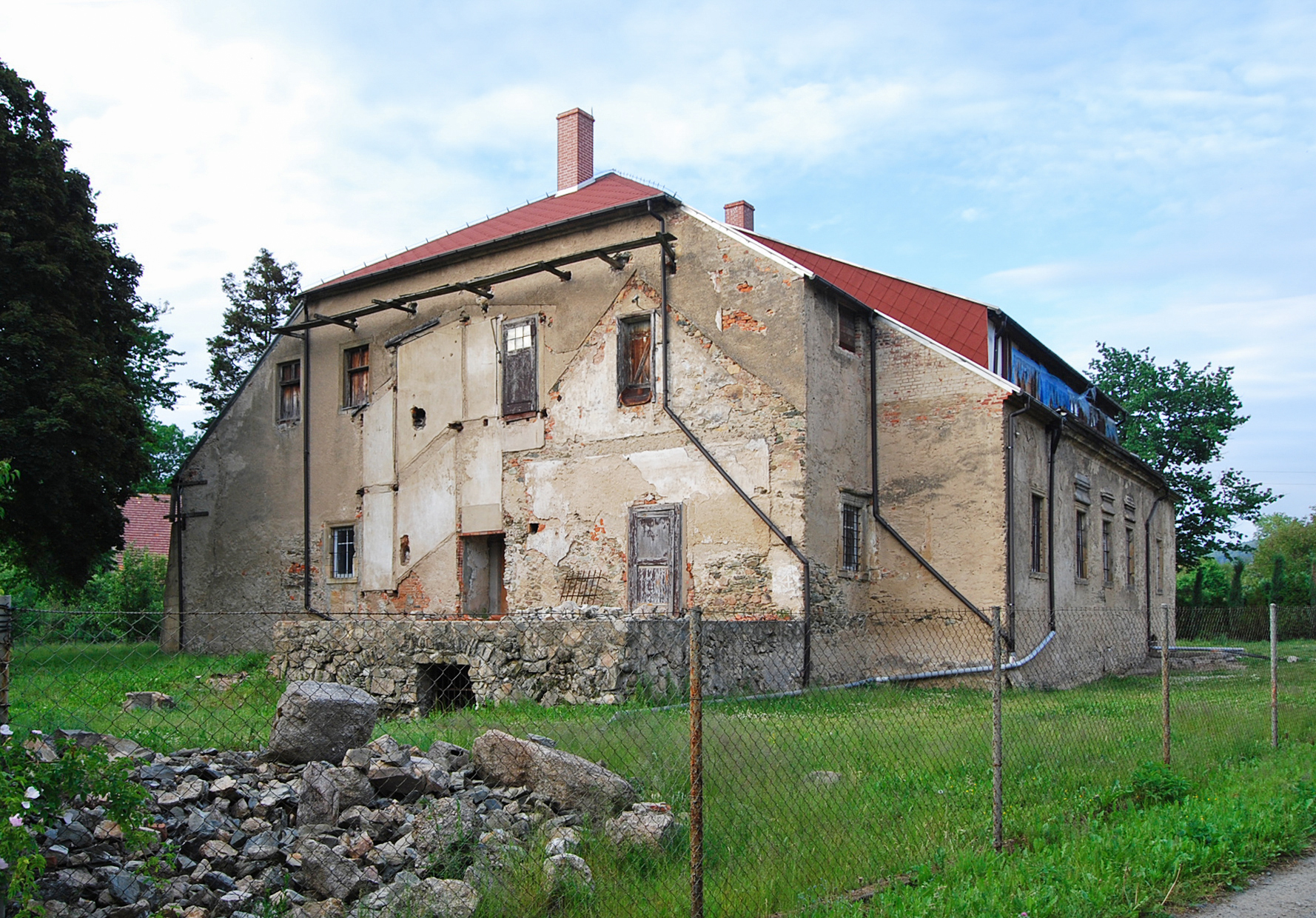
Trang viên ở Radomierz (2012)

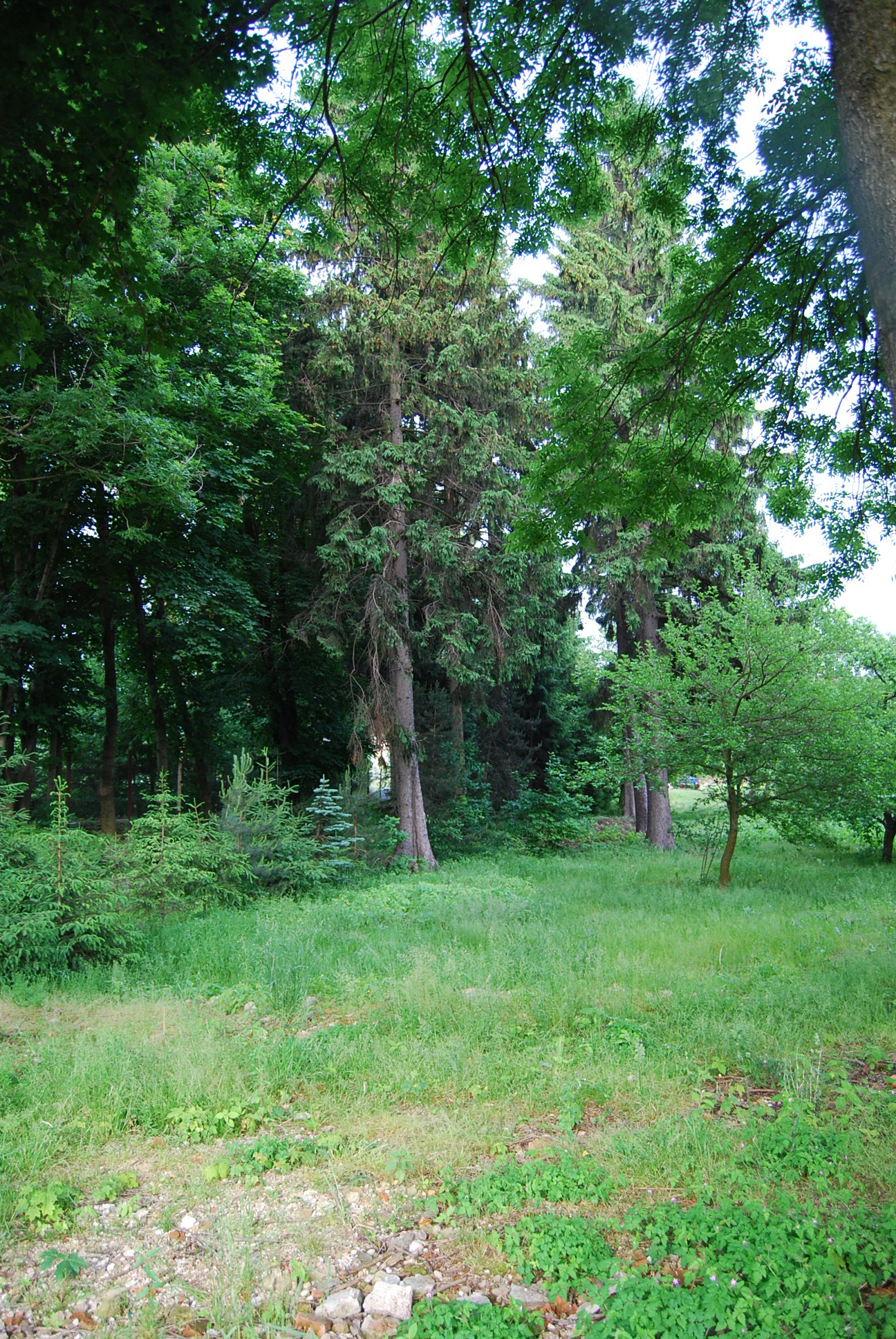
Công viên (2012)

Trang viên ở Radomierz (tiếng Ba Lan: Dwór w Radomierzu) là một trang viên lâu đời, cách thị trấn Jelenia Góra 3 km, nằm ở làng Radomierz, huyện Jeleniogórski, tỉnh Dolnośląskie, Ba Lan. Công trình kiến trúc này có tên trong danh sách di tích.

## Lịch sử
- Từ năm 1372: Ngôi làng Radomierz do Hiệp sĩ Clericusie Boltze cai quản.[2]
- Trong các thế kỷ tiếp theo: Các gia tộc Reymbabe, Wiltberg, Schindel và Nimptsch lần lượt tiếp quản khu bất động sản này.[2]
- Vào đầu thế kỷ 16: Ngôi làng Radomierz thuộc sở hữu của gia đình quý tộc Schaffgotsch. Gia đình Schaffgotsch được dự đoán là nhà sáng lập nên trang viên này.[2]
- Năm 1776: Trang viên bị hỏa hoạn và sau đó được xây dựng lại.[2]
- Vào đầu thế kỷ 20: Bruno Kaffler mua lại công trình kiến trúc này. Ông được cho là người đã cải tạo trang viên, chẳng hạn như lắp đặt các bệ cửa sổ mới.[2]

## Kiến trúc
- Đây là một dinh thự được thiết kế trên một mặt phẳng hình chữ nhật, được bao quanh bởi một con hào và một công viên.
- Một phần nội thất mang phong cách Phục hưng (như các khung cửa sổ) vẫn còn tồn tại cho tới ngày nay.[2]